# آگلالا (داکوتای جنوبی)
آگلالا(به انگلیسی: Oglala) شهری در ایالت داکوتای جنوبی کشور ایالات متحده آمریکا است که جمعیت آن در سرشماری سال ۲۰۱۰ میلادی، ۱٬۲۹۰ نفر بوده‌است.